# Tábori Piroska
Tábori Piroska (Z. Tábori Piroska, Závodszky Zoltánné; Budapest, 1892. november 20. – Budapest, 1947. május 2.) költő, ifjúsági író, műfordító, könyvtáros, lapszerkesztő; Tábori Róbert író leánya.

## Élete
Budapesten született Tábori Róbert (1855–1906) és Engel Eugénia (1862–1900) lányaként. Mostohaanyja (apja második felesége), Tutsek Anna nevelte. Polgári iskolai tanári diplomáját 1914-ben Budapesten, az Erzsébet Nőiskolában szerezte. Brassó és Kolozsvár után az 1915–16-os tanévben az Aréna úti kerti iskola tanára volt, majd a Székesfővárosi Pedagógiai Könyvtárnál dolgozott 1922-ig. Két tanévet ismét tanított, majd Závodszky Zoltánnal 1924-ben kötött házassága után csak írással, illetve lapszerkesztéssel (Képes Kis Lap) foglalkozott.
Tizennégy éves korától írt. 1918-ban jelent meg első kötete. Művei elsősorban gyermek és ifjúsági művek, műfordítások. Az ő műve a Kárpáti Piroska székely tanítónőnek tulajdonított Üzenet Erdélyből című vers. Népszerűségnek örvendtek a Dugó Dani és Csavar Peti ifjúsági regénysorozatai. Alkotásait zsidó származása miatt 1944-ben indexre tették. Túlélte a vészkorszakot. Életének önkezűleg vetett véget azok után, hogy Závodszkyt szeretőjével „tetten érte”.
Arcképfotóját lásd FSZEK Budapest Gyűjteménye. Év és szerző nélkül.

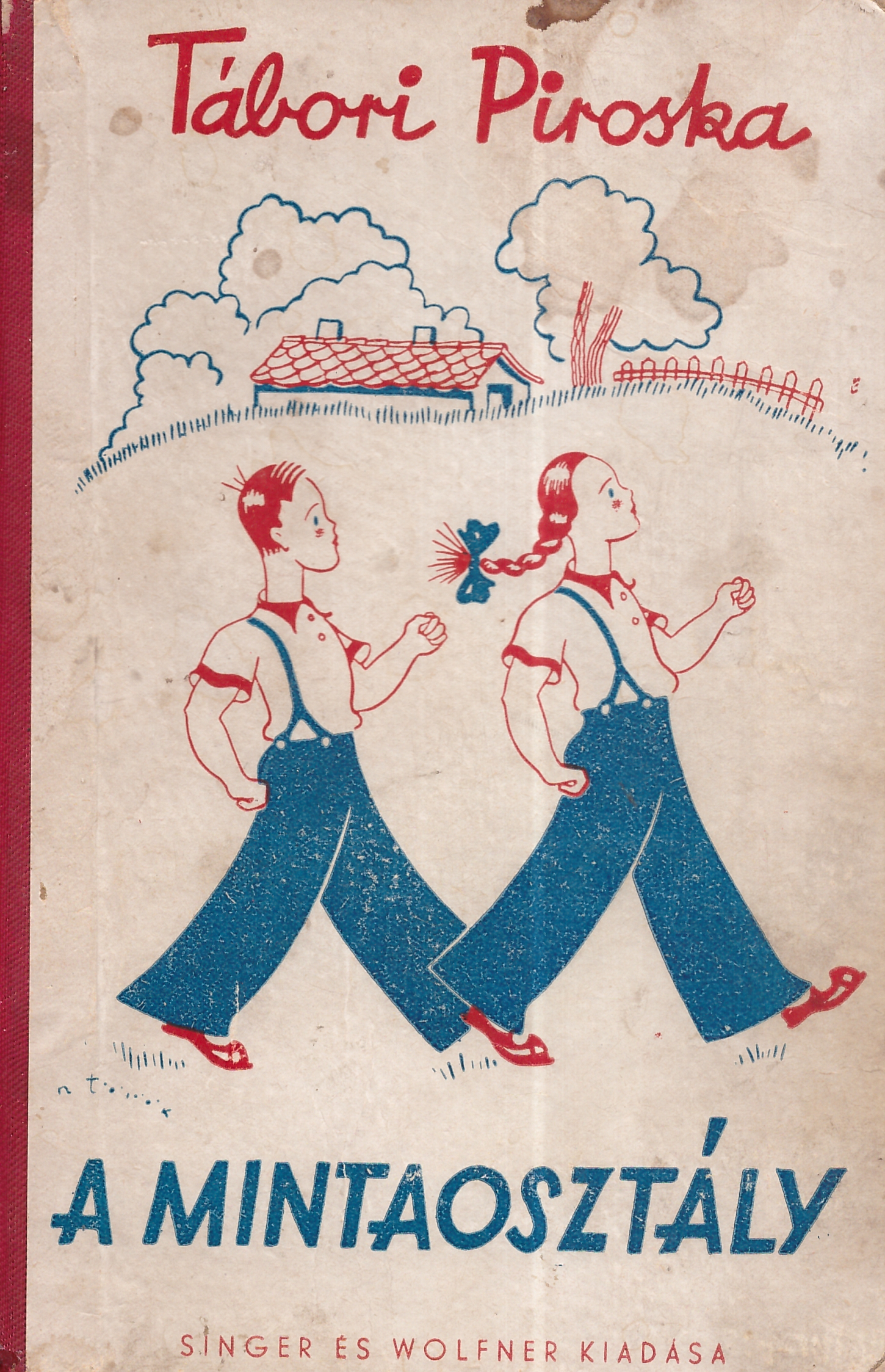

Sírja a Kerepesi úti temetőben található (33-4-13).

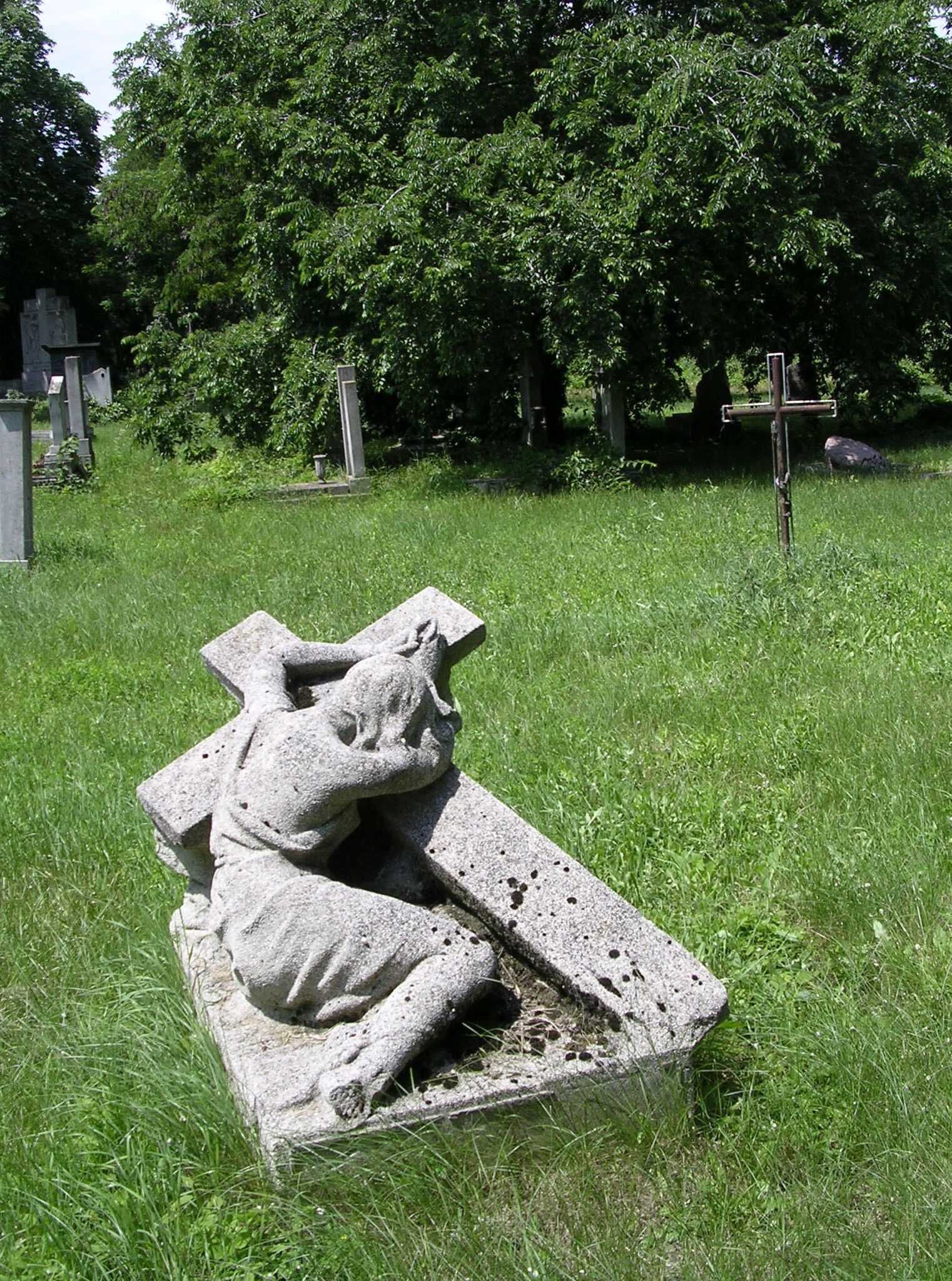
Sírja a Fiumei úti sírkertben (33-4-13)

## Főbb művei
- Závodszky Zoltánné: A batunok földjén. Kalandos történet; Tolnai, Bp., ? (Tolnai ifjúsági könyvtára)
- Halk muzsika (versek, Bp., 1918)
- Aranyszív. Regény fiatal leányok számára; Singer-Wolfner, Bp., 1928
- Zsuzsa Párisban (regény, Bp., 1930)
- A ma szakácskönyve. 2000 recept, diétás ételek, olcsó és gyorsan készülő ételek, weekend főzés, nyers ételek; diétás étrendet összeáll. Vincze Jenő; Dante, Bp., 1932
- Köszöntők és ünnepi játékok. Az ifjúság számára; Singer-Wolfner, Bp., 1932
- Hétköznapok (regény, Bp., 1936)
- A mintaosztály (regény, Bp., 1936)
- Somogyi Béla–Stumpf Károlyné–Z. Tábori Piroska: A magyar háziasszony lexikona; Dante, Bp., 1936
- Verses mesék; Dante, Bp., 1937
- Závodszky-Tábori Piroska: Nagyika. Regény fiatal leányok számára; Szent István Társulat, Bp., 1938
- Készüljünk a télre! Cukornélküli befőzés, gyümölcsök stb. tárolása. Gyakorlati tanácsok; összegyűjt. Z. Tábori Piroska; Singer-Wolfner, Bp., 1940
- Hústpótló ételek hústalan napokra. Hústalan étrendek az egész esztendőre; összeáll. Z. Tábori Piroska; Singer és Wolfner, Bp., 1940
- Háztartás háztartási alkalmazott nélkül; Singer-Wolfner, Bp., 1941
- Üzent az orgonás. Regény fiatal leányok számára; Singer-Wolfner, Bp., 1941
- Kevésből jót! Mai idők szakácskönyve; összeáll. Z. Tábori Piroska; Singer-Wolfner, Bp., 1942
- A ma szakácskönyve; diétás étrendet összeáll. Vincze Jenő; Dante, Bp., 1942
- Mit is főzzek? A mai idők szakácskönyve; Új Idők, Bp., 1946
- Vetéstől aratásig. Regény fiatal lányoknak; Dante, Bp., 1947

## Érdekességek
A legenda szerint 1956-ban egy somogyi faluban a dühös felkelők fel akarták dúlni a helyi téesz-irodát, de az egyik téesz-tag az Üzenet Erdélyből című vers elszavalásával lecsendesítette őket.